# 6Б2
6Б2 — протиосколковий бронежилет.
Армійський протиосколковий бронежилет першого покоління. Був першим серійним загальновійськовим бронежилетом Радянської армії. Розроблений в СРСР «ВНІІСталі» у кінці 1978 року на базі жилета ЖЗТ-71 для МВС, конструктор зазначених жилетів Ю. Г. Івлієв. Прийнятий на постачання РА в 1981 році під індексом ГРАУ 6Б2 (індекс розробника Ж-81). Використовувався в комплекті зі сталевим шоломом (каскою) СШ-68. Широко застосовувався у війні в Афганістані.
6Б2 складається з грудної і спинної частин, з'єднаних між собою в області плечового суглобу і з допомогою бічних застібок.
Захисна композиція, поміщена в чохол з капронової тканини, складається з титанових бронепластин АДУ-605-80: грудна частина містить 19 пластин в двох рядах по три пластини в два шари. Номінальна товщина бронепластин 1,25 мм (фактична товщина, з урахуванням плюсового допуску досягає 1,4 мм) і тканинного пакету з 30 шарів Арамідної тканини ТСВМ-ДЖ, що безпосередньо примикає до тіла бійця. Жилет забезпечує протиосколковий захист, включаючи захист від стрілоподібних вражаючих елементів танкових пострілів (т.зв. «стрілець») з енергією 700 Дж, і захист від пістолетних куль. Протиосколкова стійкість до стандартного сферичному уламку масою 1 г перевищує 700 м/с. Залежно від розміру, маса бронежилета 6Б2 становила 4,2 — 4,8 кг. Площа захисту 28 - 30 кв. дм.
Особливістю конструкції є застосування в захисній структурі т. зв. монтажної плати, до якій встановлювалися жорсткі бронеелементи. За таким же принципом були влаштовані всі наступні радянські загальновійськові бронежилети першого покоління (6Б3, 6Б4 та 6Б5).